# Kuvik
A kuvik (Athene noctua) a madarak (Aves) osztályának bagolyalakúak (Strigiformes) rendjébe, a bagolyfélék (Strigidae) családjába tartozó faj. A népnyelv halálmadárnak, halálbagolynak is nevezi, illetve egyes tájakon használják még a csuvik elnevezést is.
Európa és Ázsia mérsékelt égövi vidékein, a Földközi-tenger vidékén, Észak-Afrikában, a Közel-Keleten, valamint Kínával bezárólag Ázsiában élnek. Behurcolták Új-Zélandra és Nagy-Britanniába, ahol Angliában és Walesben elterjedt madárfajjá vált. A nyílt térségek jellemző madárfaja, mely zsákmányát a talaj közelében ejti el. Tömzsi, nagy fejű, hosszú lábú, döntően barnásszürke tollazatú madár, melyet fehér pöttyök és csíkozások tarkítanak, míg a fiatalok némileg halványabb tollazattal rendelkeznek. Táplálékát kisebb méretű gerincesek, ezen belül madarak, kisemlősök alkotják, illetve rovarokat is fogyaszt.
Monogám madár, amely a párjával marad annak élete végéig. Területéhez hűségesen ragaszkodik és a betolakodókat a hímek tartják távol. Költési időszakban a tojó kotlik a tojásokon, miközben a hím táplálja őt. A mintegy egy hónappal a rakás után kikelő fiókákat eleinte a nőstény, majd később mindkét nem eteti. A kirepülő fiókák messzire költöznek szüleik területétől. Egyedszáma stabilnak mondható, ezért a nem fenyegetett madárfajok közé tartozik. A Magyar Madártani és Természetvédelmi Egyesület 1988-ban „Az év madarává” választotta.
Latin nevét Pallasz Athéné ókori hellászi istennő tiszteletére kapta, ugyanis a kuvik egy görögországi alfaja volt Athéné szent madara. A valódi baglyok közül a kuvik kötődik legszorosabban az emberi lakóhelyekhez.

## Előfordulása
A kuvik Európában, Ázsiában és Észak-Afrika területén széles körben elterjedt madárfaj. Eurázsiai élőhelye az Ibériai-félszigettől és Dániától kezdődően Kínáig ér kelet felé, míg délebbre a Himalája, valamint Afrikában Mauritánia és Egyiptom, keletebbre a Vörös-tenger térsége, valamint az Arab-félsziget alkotja elterjedésének határát. A kuvikot betelepítették Új-Zélandra és az Egyesült Királyságba, ahol Anglia szerte, illetve Wales java részén elterjedtté vált.
A kuvik nem költöző madárfaj, amely a nyílt térségeket részesíti előnyben elterjedési területén belül. Ide tartoznak a mezőgazdasági művelésbe bevont területek, a sövénykerítésekkel borított területek, erdősávok, erdőségek szélei, parkok és kertek, gyümölcsösök, a sztyeppék és a köves félsivatagos területek is. Fátlan vidékeken is feltűnik, mint amilyenek például a homokdűnék, különböző romok környéke, kőfejtők és felszíni bányák területei. Időnként bemerészkedik a falvakba és a külvárosi területekre is. Az Egyesült Királyságban főleg az alföldek madara, mely elsősorban az 500 méteres tengerszint feletti magasság alatt fordul elő. A kontinentális Európában és Ázsiában azonban ennél jóval magasabb helyeken is előfordul, példának okáért egyik egyedét 3600 méteres tengerszint feletti magasságban figyelték meg.

## Alfajai
A kuvikoknak az alábbi alfajait különböztetik meg:
A közép-európai kuvik (Athene noctua noctua), Közép-Európa, a Földközi-tenger vidéke, Olaszország, Németország, Dánia, a Baltikum és Lengyelország területén él. Ugyanakkor élőhelyi átfedések alakultak ki ezen alfaj és a nyugat-európai kuvik (Athene noctua vidalii) között Dél-Franciaországban, Svájcban, Dél-Németországban, Ausztria egyes részein, Csehország és Szlovákia területén. Ezen alfaj tollazata vörösesebb árnyalatú a palástnál, valamint alsó testtájékain kevésbé fehéres árnyalatú, mint a nyugat-európai kuvik.
A nyugat-európai kuvik (Athene noctua vidalii), Nyugat-Európa, az Ibériai-félsziget, Franciaország területén és Hollandiában honos, míg Nagy-Britanniába behurcolták. Tollazata sötétebb színű, mint a névadó alfajé, illetve jobban elkülönülnek a fehéres tollazattal borított részek a többitől.
A dél-európai kuvik (Athene noctua indigena), Albánia, Bosznia-Hercegovina, Görögország, Románia déli és keleti vidékein, Bulgária és a Kaszpi-tenger vidékén, Törökországban, a Kaukázus vidékén, Délnyugat-Szibéria területén él. Élőhelye az Urál hegység déli részén átfedésbe került az Athene noctua bactriana nevű alfajjal. Ezen alfaj halványabb színezetű tollazattal rendelkezik, mint a névadó alfaj.
A sivatagi kuvik (Athene noctua glaux), Észak-Afrika, illetve Izrael tengerparti területein él, egészen Haifa városáig bezárólag. tollazata viszonylag sötétebb árnyalatú, alsó testtájékán a tollazat sötétbarna.
A szaharai kuvik (Athene noctua saharae), a Szahara északi és középső vidékein él. Az Athene noctua glaux nevű alfajnál halványabb tollazatú, fejének felső része hangsúlyos fehér tollazattal tarkított. Bizonyos szakértők szerint ezen alfaj elkülönítése az Athene noctua glaux alfajtól nem indokolt.
A szír kuvik (Athene noctua lilith), Ciprus szigetétől kezdve, Dél-Törökországon át, Szíria és Izrael, területén él. Élőhelyi átfedéssel rendelkezik az Athene noctua bactriana alfajjal Irak területén, valamint a szaharai kuvikkal Szaúd-Arábiában. Ez a leghalványabb tollazatú alfaj.
Az Athene noctua bactriana nevű alfaj a Kaszpi-tenger keleti partvidékén, Délkelet-Azerbajdzsán, Kelet-Irán, valamint az Altaj hegység Kazahsztánban fekvő részein él. Nagyobb termetű, mint a szír kuvik, valamint lábait tollazat borítja.
A szomáli kuvik (Athene noctua somaliensis), Észak-Szomália és Délnyugat-Etiópia területén él. A legkisebb termetű alfaj. Szárnyfesztávolsága 13,4-14,3 centiméter között alakul. Egyes szakértők a foltoshasú kuvikok közé sorolják.
A foltoshasú kuvik (Athene noctua spilogastra), Szudán, Észak-Etiópia, Egyiptom területén, a Vörös-tenger vidékén, Eritreától északra elterjedt alfaj. Nagyon kis termetű kuvik.
Az altáj kuvik (Athene noctua plumipes), az Altaj hegység, Mongólia, Északkelet-Kína, Koreai-félsziget vidékein honos. Tollazata barnásszürke árnyalatú.
Az Athene noctua impasta nevű alfaj Kínában honos. Genetikai vizsgálatok nem támasztják alá, hogy önálló alfaj lenne. Külső ismertetőjegyei nem könnyítik meg más alfajoktól való megkülönböztetését.

## Megjelenése

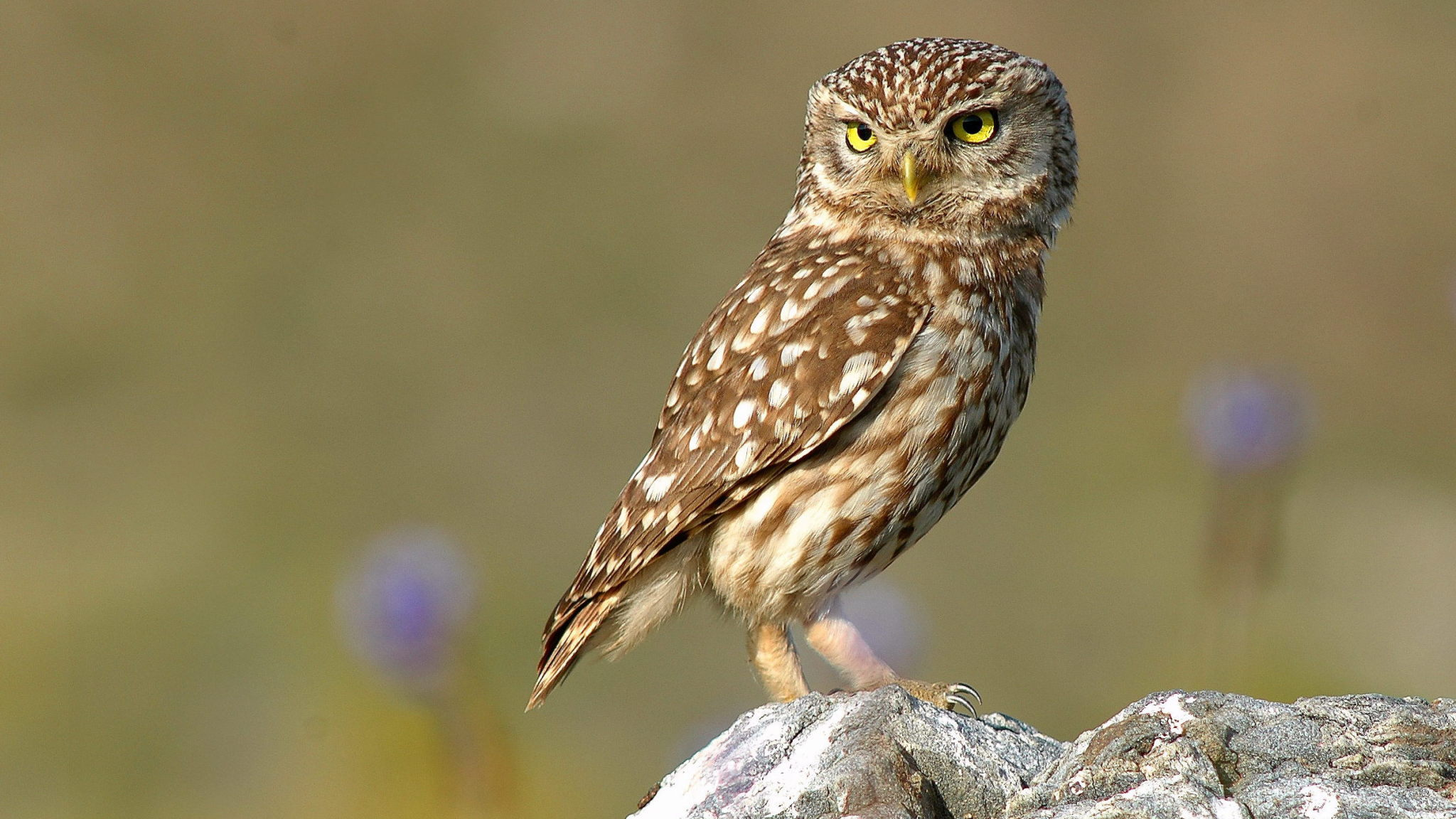
Egy kifejlett példány

Testhossza 21–23 centiméter, szárnyfesztávolsága 54–58 centiméter, testtömege 140–245 gramm.
A kuvik kis termetű bagolyfaj, melynek lapos fejtetője, tömzsi, vaskos testalkata és rövid farka van. Homloki része, illetve fejének teteje ellaposodott, mely rosszalló kinézetet kölcsönöz e madárnak. Tollazata szürkésbarna, melyet fehéres színű csíkozások, pöttyök tarkítanak. Testének alsó részei világosabb színűek, melyeket sötétbarna csíkozások és pöttyök tesznek változatossá. Testhossza átlagosan 22 centiméter, míg szárnyfesztávolsága 56 centiméter mindkét nemnél. Testtömege 180 gramm körül alakul átlagosan. A hímek testtömege 160–240 gramm közt, míg a tojók testtömege 170–250 gramm között váltakozik. A két nem között nem jelentkezik nagyobb megjelenésbeli eltérés.
A felnőtt kuvikok legjellemzőbb kinézete testük felső részének fehér pöttyökkel tarkított tollazata, amely alul barnás csíkozással tarkított fehéres tollazatba megy át. A kuviknak nagy feje van, hosszú lábai és sárgás szemei, melyek fölött piszkosfehér szemöldök húzódik, amelytől szigorúvá válik tekintete. A fiatal egyedek halványabbak és nem található meg fejükön a felnőttek tollazatára jellemző fehér pöttyökből álló korona. E madárfajnak a fakopáncsokhoz hasonló röpte van, ám lekerekített szárnyvégei és megjelenése jelentősen eltér.

## Életmódja

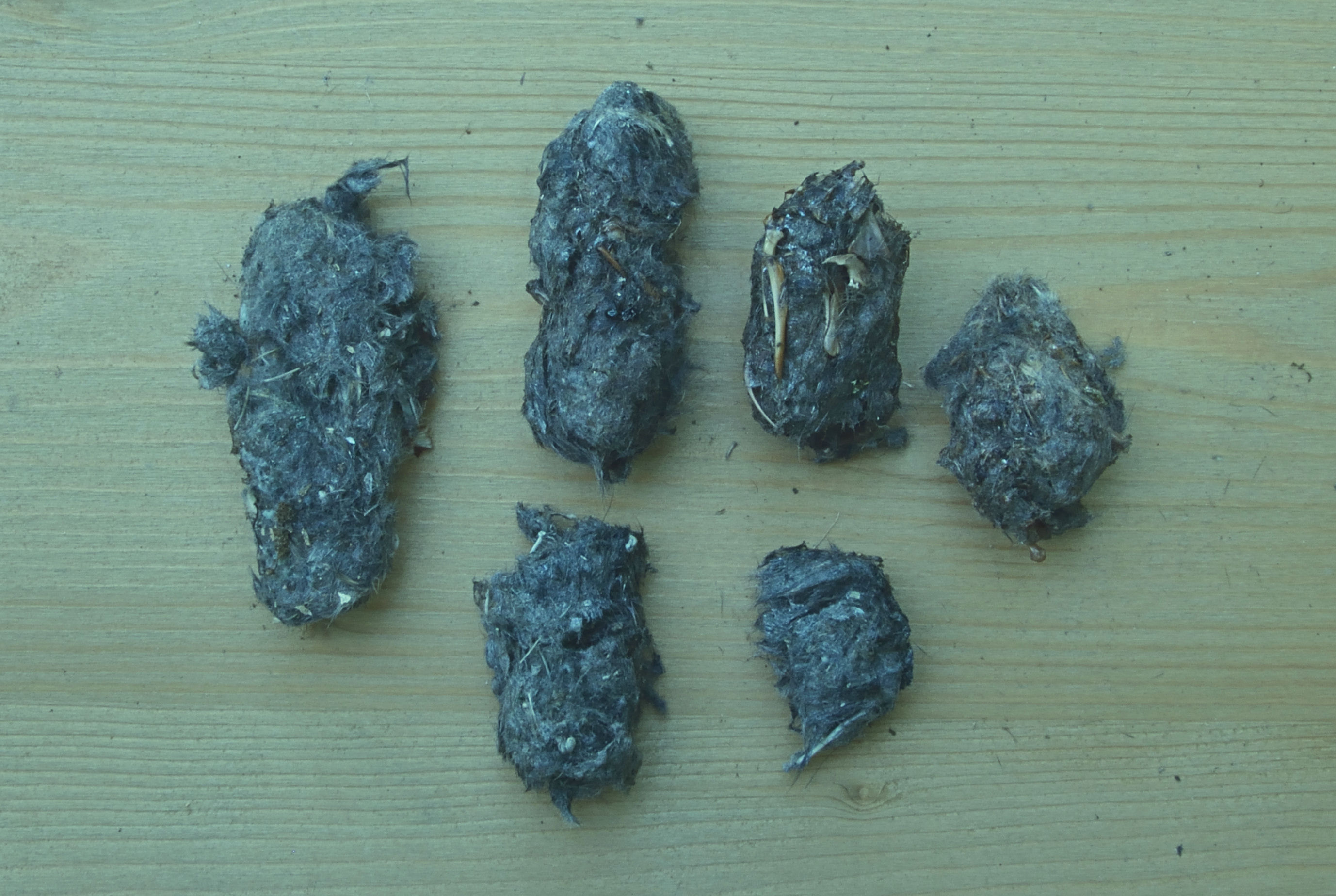
Kuvikok bagolyköpetei

A rovarokat az alkonyati órákban kapja el, besötétedés után kisemlősökre és madarakra vadászik. A kuvik rendszerint egy magaslati pontról figyeli a terepet, készen arra, hogy lecsapjon a zajt keltő apró élőlényekre. földigilisztákkal, rovarokkal táplálkozik, valamint kis termetű gerincesekkel is, mint például hüllőkkel, gyíkokkal, kisebb madarakkal és kis  termetű emlősökkel.
Zsákmányát a földön ejti el, ám további táplálékot raktároz el üregekben és egyéb rejtett helyeken. Köpeteinek tanulmányozása közben kiderült, hogy táplálékának mintegy 20-50 százalékát emlősök, 24-49 százalékát rovarok alkotják. Az elejtett emlősök között egerek, patkányok, pockok, cickányfélék, vakondok és nyulak találhatóak.  Madarak közül elsősorban a fiókákat ejtik el, például fácánok fiókáit. A rovarok közül a kétszárnyúak, a fülbemászók, a bogarak, a lepkék és a hártyásszárnyúak egyedeit fogyasztják.

## Szaporodása

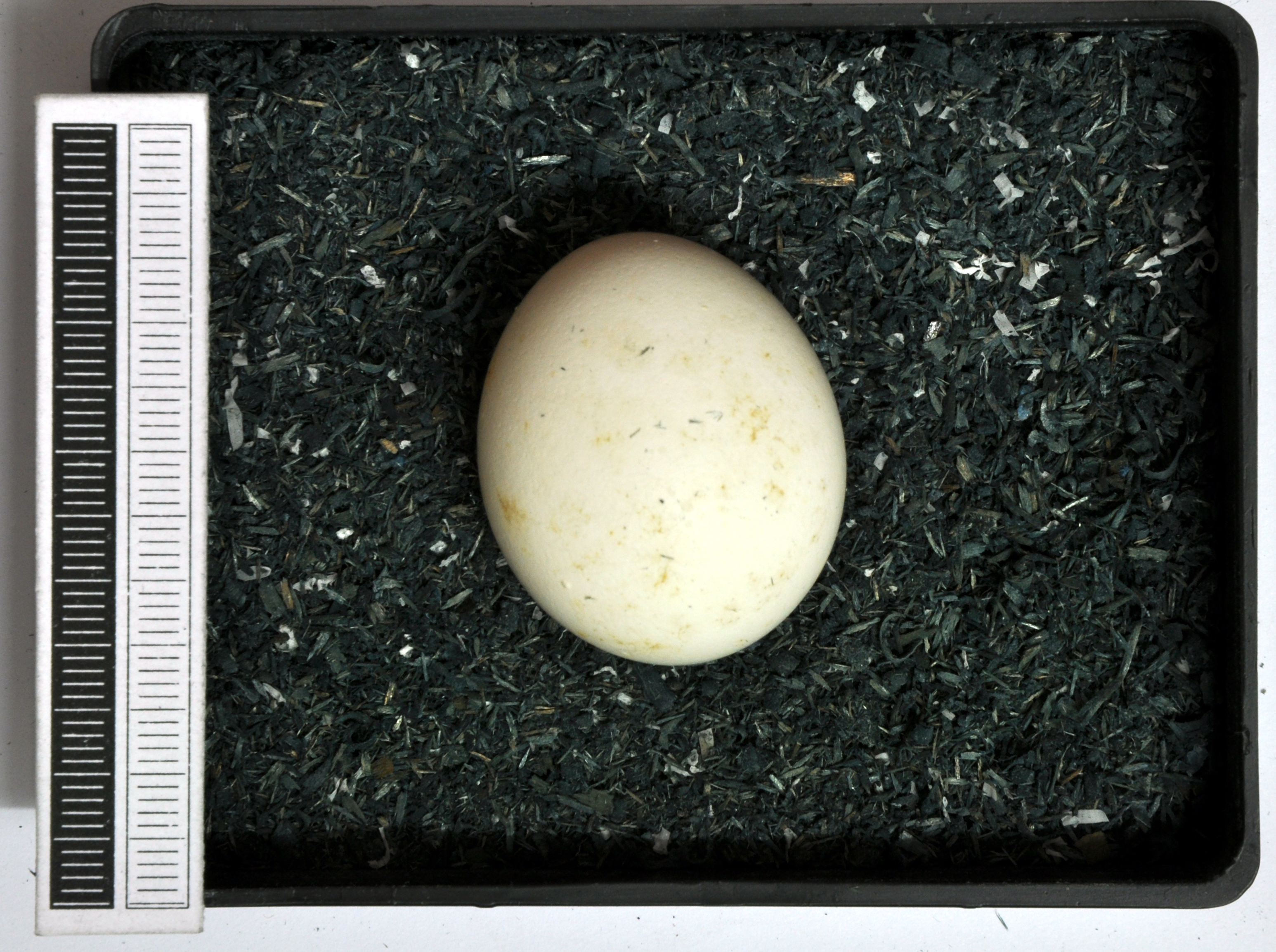
Kuvik tojása

A kuvik költőterületét védelmezi a betolakodóktól. A hím kuvikok egy életre ugyanazon területen maradnak normális esetben. Ugyanakkor a terület határvonalai bővülhetnek, illetve szűkülhetnek az idők során. A legnagyobb kiterjedése a kuvikok területének a tavasszal végbe menő párzási időszak közeledtével lesz. Vadászterületük nagysága élőhelyi sajátosságaiktól függ, illetve attól, hogy az évnek mely szakában járunk. Ha egy hím behatol egy másik hím területére, akkor a területét védő hím megközelíti és a területvédő hangjelzéseit hallatja. Ha a behatoló továbbra is kitart, akkor a területet védelmező bagoly elkezd agresszíven röpködni a közelében. Ha ez is sikertelen, akkor a védő megismétli az előbbi manővert és ekkor már karmával is bántalmazza a betolakodót. Visszavonuláskor a baglyok a föld közelében repülnek. Egy idegen hímmel szemben sokkal agresszívebben lép fel a kuvik, mint a szomszéd vadászterületen élő nősténnyel szemben, amelyet ismer.

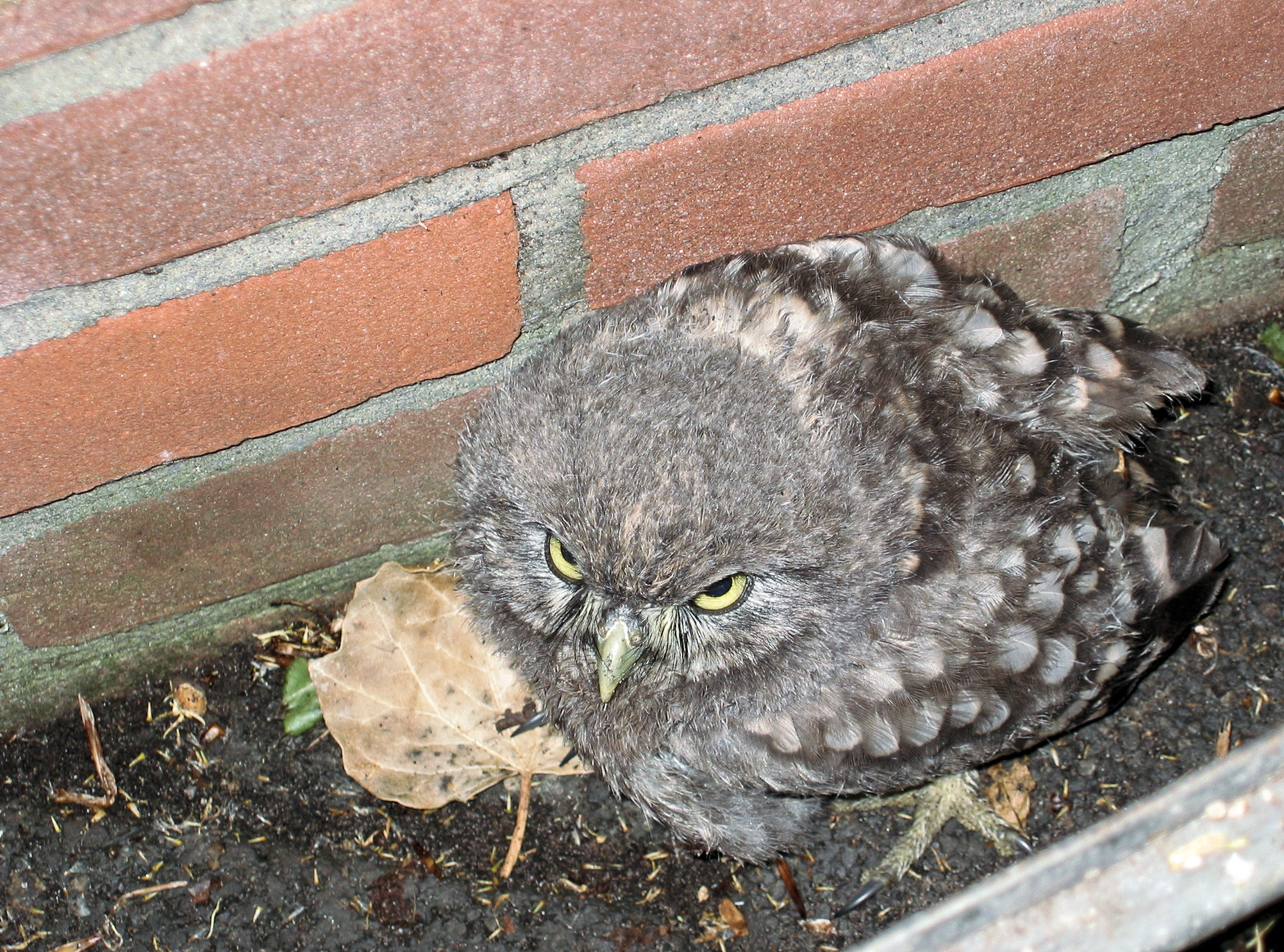
Egy fiatal egyed

A kuvik éjszakánként jóval hangosabbá válik tavasszal a költési időszak közeledtével. Fészkelőhelyét élőhelyének körülményei alapján választja meg, ezért találkozhatunk a kuvikok fészkével üregekben, fák odvaiban, sziklák rései közt, falakon, ódon épületekben, folyók partfalaiban, illetve nyulak üregeiben. A kuvik nem épít fészket magának. A fészekalj általában három-öt tojásból áll, azonban esetenként kettő-nyolc darab is lehet. A tojások szélesen ellipszis alakúak, fehér, fény nélküli színezetűek. A tojások mérete 35,5 mm hosszú és 29,5 mm széles lehet. A tojásokon a tojó kotlik, rendszerint már az első tojás lerakása után megkezdve a költést. Miközben a tojó kotlik, addig a hím hordozza neki a táplálékot. A tojásokból a fiókák 28-29 nappal a lerakás után kelnek ki. Eleinte a tojó eteti a fiókákat úgy, hogy a hím által odahordott élelmet szétosztja közöttük. A későbbiek során mindkét szülő vadászni megy és részt vállal a kicsinyek táplálásában. A fiókák mintegy hét hét elteltével hagyják el a fészket, ám további egy-két hét szükséges nekik, amíg végre megtanulnak repülni. A kuvikok évente általában csak egy fészekaljat nevelnek fel, ám kivételesen bőséges táplálék esetén akár két fészekaljat is felnevelnek egy adott évben. Ha az első fészekaljat nem sikerül felnevelni akkor a kuvikpár gyakran új fészekaljat hoz létre és pótlólagosan azt neveli fel. Amikor a fiókák kirepülnek, előfordul, hogy akár 20 kilométerrel is távolabb keresnek maguknak vadászterületet. A párok egész évben együtt maradnak és a kötelék köztük addig tart, amíg valamelyikük el nem pusztul.

## Védettsége

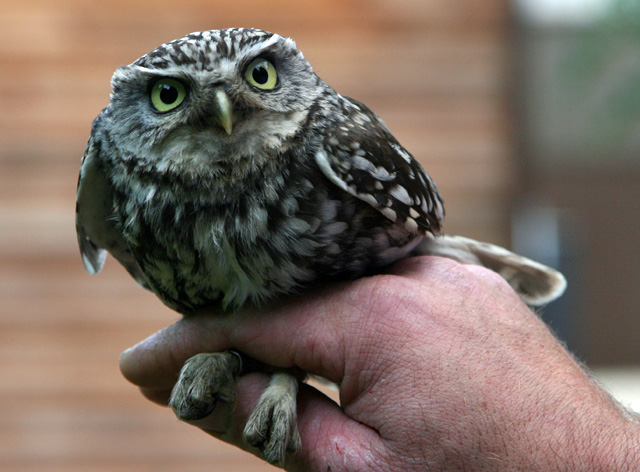
Egy elfogott madár

A kuvik elterjedési területe meglehetősen nagy kiterjedésű, mintegy 26 700 000 négyzetkilométer. Európában költő állománya mintegy 56 000 és 1 300 000 pár közé tehető, amely alapján egyedszáma a becslések szerint mintegy 1 680 000 és 3 900 000 egyed közé tehető. Európai állománya alkotja a globális populáció 25-49 százalékát. A világban élő kuvikok egyedszámát a szakemberek 5 000 000 és 15 000 000 egyedre becsülik. A Természetvédelmi Világszövetség a kuvik állományát stabilnak tartja, ezért a nem fenyegetett fajok közé tartozik.
Magyarországon rendszeresen fészkel, állandó, nem vonuló állományú faj. Magyarországon mintegy 1500-2500 pár fészkel belőle. Hazánkban eddig 1196 kuvikot gyűrűztek meg, amelyből 703 példány fióka korú volt. Ritka kivételekkel szinte csak belföldön kerültek elő meggyűrűzött példányai. A gyűrűzés helyétől számított öt kilométeres sugarú körön belül 24, a gyűrűzés helyétől számított öt kilométeres sugarú körön kívül 14 madár került elő. A legtávolabb előkerült madár 319 kilométernyire, Lengyelországban került elő. A legidősebb megkerült madárra 5 év 9 hónap 4 nap elteltével leltek rá. Ez utóbbi egyed a gyűrűzése idején már egy évnél idősebb volt. Táplálékának téli biztosítása céljából bagolyetető egérvárak kialakítása lehet megoldás. A hazai háztáji állattartás visszaszorulása hátrányosan érinti a kuvikok táplálékszerzését.

## A kuvik a kultúrában

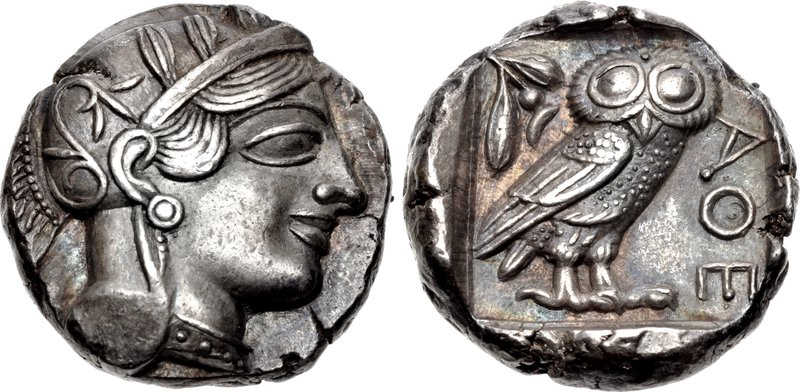
A kuvik az ókori görög négy drachma értékű pénzérmén

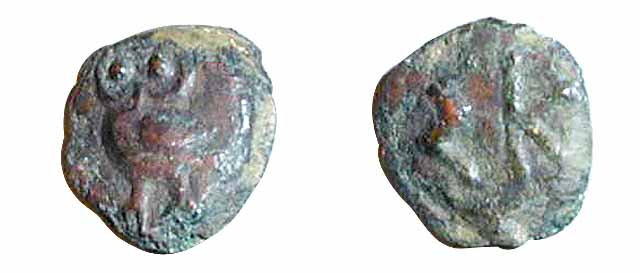
Scyles szkíta király pénzérméje

A kuvik első képi ábrázolása a felső paleolitikumból származik, szobrocskák, edényeken felbukkanó mintázatok keretein belül, ám egyik fennmaradt leleten sem azonosítható jól. A kuvikot a görög Pallasz Athénével hozták később kapcsolatba, valamint a római istennővel Minervával, ezért innentől fogva a bölcsesség és tudás jelképeként tekintenek rá. Egy időszámításunk előtti négy drachmás érmén az olívaág mellett a kuvik jelenik meg, valamint egy időszámításunk előtti ötödik századi bronzszobron Athéné kezében a kuvik bukkan fel. A kuvikot kapcsolatba hozzák Julius Caesar halálával is.  A faj latin neve Athéné is az ókori görög istennőre utal, aki eredetileg az éjszaka istennője volt, ami a főleg éjszakai életmódot folytató kuvikkal hozza kapcsolatba. A noctua elnevezés a Minervának felszentelt bagoly latin neve.
1992-ben a kuvik vízjelként helyet kapott Jaap Drupsteen holland tervező 100 gulden értékű bankjegyén is.
Különlegessége, hogy mikor az ember halálos beteg volt, az ablakba, vagy a ház tetejére szállt. Hangjának éles, visítását baljós előjelnek vélték az emberek. Sok helyen a halál előjelének tartották megjelenését. Innen ered másik neve: halálmadár.
A kuvikot jelek szerint a szkíták is kitüntették figyelmükkel. Skyl, avagy Skyles (i. e. kb. 460–446.), a királyi szkíták egyik nagyura, Nikonion városának hűbérura pénzérméket bocsátott ki a madár képével. Rézből öntött érméjének előlapján nevének első két betűje, szigma és kappa látható, hátlapján pedig a kuvik. Másik fajta érméjének előlapján a nagyúr képmása és neve (SKYL) szerepel, hátlapján pedig B[ASILEI]OS SKYL ALKIM (Erős Skyl király) felirat és a kuvik ábrázolása. A szkíta név és a görög alkim[os] kifejezés itt nélkülözi a görögös toldalékot, a névszó – görögben kötelező – jelölését.